# Map 1213 (Prison Break)
Map 1213 este al  5-lea episod din sezonul al 2-lea al serialului de televiziune Prison Break.